# Луїза Ксхувані
Луїза Ксхувані (алб. Luiza Xhuvani; 26 березня, 1964, Саранда, НСРА) — албанська акторка театру і кіно.

## Вибіркова фільмографія
- Слова без кінця (1986)
- Гасла (2001)